# Sophus Kahrs
Sophus Buck M. Kahrs (ur. 28 marca 1918 w Bergen, zm. 18 listopada 1986 w Buenos Aires) – członek partii Nasjonal Samling, dowódca Førergarden pod koniec II wojny światowej.
W 1934 lub 1935 r. wstąpił do faszystowskiej partii Nasjonal Samling. W 1940 r. został zmobilizowany do norweskiej armii i uczestniczył w walkach z Niemcami w kwietniu-maju tego roku. Po zajęciu Norwegii przez niemieckie wojska podjął kolaborację z okupantami. W 1941 r. wstąpił ochotniczo do Ochotniczego Legionu Norweskiego, wysłanego na front wschodni do walki z Sowietami. Był dowódcą plutonu, a od 1942 r. – 1 kompanii w stopniu SS-Untersturmführera. We wrześniu 1943 r. objął dowództwo 1 kompanii w SS-Schijägerbataillon „Norwegen” w stopniu SS-Obersturmführera. Od czerwca 1944 r. dowodził SS-Skijegerbataljon „Norge”. W lipcu odznaczono go Krzyżem Żelaznym 1 klasy. Od stycznia 1945 r. do końca wojny stał na czele Førergarden, czyli straży przybocznej przywódcy Nasjonal Samling Vidkuna Quislinga. Po kapitulacji Niemiec 9 maja 1945 r., został osadzony w obozie jenieckim w Bergen. Udało mu się zbiec i przedostał się w 1947 r. do Brazylii, a następnie do Argentyny, gdzie zmarł w 1986 r.